# Lijst van voetbalinterlands Polen - Slowakije
Deze lijst van voetbalinterlands is een overzicht van alle officiële voetbalwedstrijden tussen de nationale teams van Polen en Slowakije. De landen speelden tot op heden negen keer tegen elkaar. De eerste ontmoeting, een kwalificatiewedstrijd voor het Europees kampioenschap voetbal 1996, werd gespeeld in Zabrze op 7 juni 1995. Het laatste duel, een groepswedstrijd tijdens het Europees kampioenschap voetbal 2020, vond plaats op 14 juni 2021 in Sint-Petersburg (Rusland).

## Wedstrijden
| № | Plaats               | Datum            | Competitie           | Wedstrijd         | Uitslag |
| - | -------------------- | ---------------- | -------------------- | ----------------- | ------- |
| 1 | Zabrze               | 7 juni 1995      | EK 1996 kwalificatie | Polen – Slowakije | 5 – 0   |
| 2 | Bratislava           | 11 oktober 1995  | EK 1996 kwalificatie | Slowakije – Polen | 4 – 1   |
| 3 | Bratislava           | 10 november 1998 | Vriendschappelijk    | Slowakije – Polen | 1 – 3   |
| 4 | Jerez de la Frontera | 7 februari 2007  | Vriendschappelijk    | Polen – Slowakije | 2 – 2   |
| 5 | Bratislava           | 15 oktober 2008  | WK 2010 kwalificatie | Slowakije – Polen | 2 – 1   |
| 6 | Chorzów              | 14 oktober 2009  | WK 2010 kwalificatie | Polen – Slowakije | 0 – 1   |
| 7 | Klagenfurt           | 26 mei 2012      | Vriendschappelijk    | Polen – Slowakije | 1 – 0   |
| 8 | Wrocław              | 15 november 2013 | Vriendschappelijk    | Polen – Slowakije | 0 – 2   |
| 9 | Sint-Petersburg      | 14 juni 2021     | EK 2020              | Polen – Slowakije | 1 – 2   |

## Samenvatting
| Competitie        | Totaal gespeeld | Winst Polen | Gelijk | Winst Slowakije | Doelsaldo Polen – Slowakije |
| ----------------- | --------------- | ----------- | ------ | --------------- | --------------------------- |
| WK-kwalificatie   | 2               | 0           | 0      | 2               | 1 − 3                       |
| EK-eindronde      | 1               | 0           | 0      | 1               | 1 − 2                       |
| EK-kwalificatie   | 2               | 1           | 0      | 1               | 6 − 4                       |
| Vriendschappelijk | 4               | 2           | 1      | 1               | 6 − 5                       |
| Totaal            | 9               | 3           | 1      | 5               | 14 − 14                     |

## Details

### Eerste ontmoeting
| Polen                                                                                                | 5 – 0 | Slowakije |
| Andrzej Juskowiak 10' Tomasz Wieszczycki 58' Roman Kosecki 63' Piotr Nowak 69' Andrzej Juskowiak 72' | goals |           |

### Tweede ontmoeting
|                                                                               |       |                       |
| Slowakije                                                                     | 4 – 1 | Polen                 |
| Peter Dubovský 31' (pen.) Tibor Jančula 68' Marek Ujlaky 77' Július Šimon 82' | goals | 20' Andrzej Juskowiak |
| - Debuut van Marián Bochnovič (FK Dukla Banská Bystrica) voor Slowakije.      |       |                       |

### Derde ontmoeting
| |       |                                                               |
| Slowakije | 1 – 3 | Polen                                                         |
| Tibor Jančula 57' | goals | 56' Piotr Reiss 66' Wojciech Kowalczyk 75' Wojciech Kowalczyk |
| - Eenmalig optreden van Slowaakse bondscoach Dušan Radolský; debuut van Vladimír Leitner (Spartak Trnava) voor Slowakije. |       |                                                               |

### Vierde ontmoeting
| Polen                                            | 2 – 2 | Slowakije                           |
| Michał Żewłakow 48' (pen.) Radosław Matusiak 79' | goals | 1' Martin Jakubko 45' Martin Škrteľ |

### Vijfde ontmoeting
| Slowakije                                 | 2 – 1 | Polen                  |
| Stanislav Šesták 85' Stanislav Šesták 86' | goals | 70' Euzebiusz Smolarek |

### Zesde ontmoeting
| Polen | 0 – 1 | Slowakije                    |
|       | goals | 3' (e.d.) Seweryn Gancarczyk |

### Zevende ontmoeting
| Polen              | 1 – 0 | Slowakije |
| Damien Perquis 30' | goals |           |

### Achtste ontmoeting
| |       |                                |
| Polen | 0 – 2 | Slowakije                      |
| | goals | 31' Juraj Kucka 39' Róbert Mak |
| - Debuut van de Poolse bondscoach Adam Nawałka en tevens eerste interland van Krzysztof Mączyński (Górnik Zabrze), Rafał Kosznik (Górnik Zabrze), Adam Marciniak (MKS Cracovia) en Paweł Olkowski (Górnik Zabrze) voor Polen. |       |                                |